# Asghar Farhadi
Asghar Farhadi (perzijsko اصغر فرهادی) iranski filmski režiser, igralec, scenarist in pisatelj, * 7. maj 1972, Homeini Šahr, Iran. 
Je predstavnik novega vala iranskega filma. Dva njegova filma, Ločitev (2011) in Trgovski potnik (2016), sta bila nagrajena z oskarjem za najboljši tujejezični film.